# Predori v Švici
Seznam vsebuje vse švicarske predore dolžine nad 2000 m in je razdeljen na železniške predore in cestne predore.

## Železniški predori
| Ime                               | Proga                                               | Otvoritev- leta | Dolžina (meter) |
| --------------------------------- | --------------------------------------------------- | --------------- | --------------- |
| Bazni predor Gotthard (v gradnji) | Erstfeld–Bodio                                      | 2015/16         | 57000           |
| Bazni predor Lötschberg           | Frutigen–Raron                                      | 2007            | 34600           |
| Predor Simplon                    | Brig–Iselle di Trasquera                            | 1906            | 19800           |
| Predor Vereina                    | Klosters–Sagliains                                  | 1999            | 19042           |
| Bazni predor Furka                | Oberwald                                            | 1982            | 16200           |
| Bazni predor Ceneri (v gradnji)   | Vigana/Camorino–Vezia                               | 2019            | 15400           |
| Predor Gotthard                   | Göschenen–Airolo                                    | 1882            | 15003           |
| Predor Lötschberg                 | Kandersteg–Goppenstein                              | 1913            | 14612           |
| Bazni predor Zimmerberg           | Zürich HB–Thalwil                                   | 2003            | 9419            |
| Predor Ricken                     | Kaltbrunn–Wattwil                                   | 1910            | 8603            |
| Predor Grenchenberg               | Moutier–Grenchen Nord                               | 1915            | 8578            |
| Bazni predor Hauenstein           | Tecknau–Olten                                       | 1916            | 8051            |
| Predor Grosser                    | Postaja Eigergletscher–Jungfraujoch                 | 1912            | 7122            |
| Predor Grauholz                   | Mattstetten–Bern Löchligut                          | 1995            | 6295            |
| Predor Mont d'Or                  | Vallorbe–Frasne                                     | 1915            | 6099            |
| Predor Albula                     | Preda–Spinas                                        | 1903            | 5865            |
| Predor Adler                      | Muttenz–Liestal                                     | 2002            | 5302            |
| Predor Zürichberg                 | Bahnhof Zürich Stadelhofen–Bahnhof Stettbach        | 1990            | 4968            |
| Predor Heitersberg                | Killwangen-Spreitenbach–Mellingen Heitersberg       | 1975            | 4929            |
| Predor Weinberg (v gradnji)       | Zürich HB–Bahnhof Zürich Oerlikon                   | 2012            | 4800            |
| Predor CEVA (v gradnji)           | Cornavin–Eaux-Vives–Annemasse                       | 2020            | 4800            |
| Predor Murgenthal                 | Rothrist–Roggwil-Wynau                              | 2004            | 4297            |
| Predor Engelberg (Steilrampen)    | Grafenort–Engelberg                                 | 2010            | 4200            |
| Predor Kerenzerberg               | Weesen–Mühlehorn zamenjan stari predor              | 1960            | 3955            |
| Predor Weissenstein               | Gänsbrunnen–Oberdorf                                | 1907            | 3701            |
| Predor Eppenberg (planiran)       | Aarau–Däniken                                       | 2020            | 3600            |
| Predor Wasserfluh                 | Lichtensteig–Brunnadern-Neckertal                   | 1910            | 3556            |
| Predor Stutzeck-Axenberg          | Sisikon–Flüelen                                     | 1943            | 3375            |
| Predor Albis                      | Sihlbrugg–Baar                                      | 1897            | 3359            |
| Predor Mittalgraben II            | Goppenstein–Hohtenn                                 | 1991            | 3298            |
| Predor Les Loges                  | Les Hauts-Geneveys-La Chaux-de-Fonds                | 1860            | 3259            |
| Predor Hagenholz                  | Zürich (letališče)–Bassersdorf                      | 1980            | 3241            |
| Predor Croix                      | Saint-Ursanne–Courgenay                             | 1877            | 2966            |
| Predor Varen / Varonne            | Leuk–Salgesch                                       | 2004            | 2799            |
| Predor Fronalp                    | Brunnen–Sisikon                                     | 1948            | 2793            |
| Predor Engstlige                  | Reichenbach im Kandertal–Frutigen                   | 2007            | 2600            |
| Predor Locarno                    | Muralto–San Martino                                 | 1990            | 2590            |
| Predor Bözberg                    | Schinznach-Dorf–Effingen                            | 1875            | 2526            |
| Predor Hauenstein                 | Läufelfingen–Trimbach                               | 1857            | 2495            |
| Predor Vingelz                    | Biel/Bienne–Tüscherz                                | 1969            | 2432            |
| Predor Jaman                      | Les Cases-Les Avants                                | 1903            | 2424            |
| Predor Önzberg                    | Nova proga Mattstetten–Rothrist                     | 2004            | 2361            |
| Predor Tasna                      | Bever–Scuol                                         | 1913            | 2350            |
| Predor Sauges                     | Saint-Aubin-Sauges–Vaumarcus                        | 1999            | 2252            |
| Predor Zugwald                    | Klosters–Selfranga                                  | 1995            | 2172            |
| Predor Hirschengraben             | Zürich HB–Zürich Stadelhofen                        | 1990            | 2148            |
| Predor Käferberg                  | Zürich Hardbrücke/Zürich Altstetten–Zürich Oerlikon | 969             | 2119            |
| Predor Musegg                     | Luzern–Meggen                                       | 1897            | 2107            |
| Predor Rosshäusern (planiran)     | Rosshäusern–Mauss                                   | 2015            | 2100            |
| Predor Letten (podrt)             | Zürich Letten–Zürich Stadelhofen                    | 1894            | 2093            |
| Predor Glovelier                  | Glovelier–St.Ursanne                                | 1877            | 2009            |

## Cestni predori
| Ime                                     | Povezava                                               | Otvoritev- leto | Dolžina (meter) |
| --------------------------------------- | ------------------------------------------------------ | --------------- | --------------- |
| Cestni predor Gotthard                  | A2 (Schweiz)-Göschenen–Airolo                          | 1980            | 16918           |
| Cestni predor Seelisberg                | A2 Beckenried–Seedorf                                  | 1980            | 9280            |
| Cestni predor San-Bernardino            | A13 Rheintal–Misox                                     | 1967            | 6596            |
| Cestni predor Veliki Sankt Bernhard     | Martigny–Aosta, (Staatsgrenze CH–I ca. in Tunnelmitte) | 1964            | 5798            |
| Cestni predor Kerenzerberg (2. Röhre)   | A3 Weesen–Mühlehorn                                    | 1986            | 5760            |
| Cestni predor Mappo-Morettina           | A13 obvoznica Locarno                                  | 1996            | 5518            |
| Cestni predor Sachseln                  | A8 obvoznica Sachseln                                  | 1997            | 5213            |
| Cestni predor Islisberg                 | A4 Knonaueramt                                         | 2009            | 4950            |
| Cestni predor Sisikon (planiran)        | A4 Neue Axenstrasse, Ort Gumpisch                      | 2017            | 4443            |
| Cestni predor Uetliberg                 | A3 južna obvoznica Zürich                              | 2009            | 4410            |
| Cestni predor Eyholz (v gradnji)        | A9 obvoznica Visp Süd                                  | 2014            | 4300            |
| Cestni predor Gotschna                  | A28 obvoznica Klosters                                 | 2005            | 4207            |
| Cestni predor Mont Terri                | A16 St.Ursanne–Courgenay                               | 1998            | 4078            |
| Cestni predor A3 Bözberg                | A3 Windisch–Frick                                      | 1996            | 3702            |
| Cestni predor Lungern                   | A8 obvoznica Lungern                                   | 2012            | 3570            |
| Cestni predor Mont Russelin             | A16 Glovelier–St.Ursanne                               | 1998            | 3550            |
| Cestni predor Munt la Schera            | Ofenpass–Livigno                                       | 1968            | 3385            |
| Cestni predor Giessbach                 | A8 Brienz                                              | 1988            | 3340            |
| Cestni predor Choindez (v gradnji)      | A16 Courrendlin–Choindez                               | 2016            | 3287            |
| Cestni predor Vispertal                 | A9 (zahodno od Vispa)–Vispertal                        | 1997            | 3260            |
| Cestni predor Gubrist                   | A1/A4 Zürich severni ring                              | 1985            | 3250            |
| Cestni predor Vue-des-Alpes             | J20 Les Hauts-Geneveys–Convers                         | 1994            | 3250            |
| Cestni predor Raimeux                   | A16 Roches–Moutier                                     | 2007            | 3211            |
| Cestni predor Belchen                   | A2 Egerkingen–Sissach                                  | 1970            | 3180            |
| Cestni predor Bure (v gradnji)          | A16 Bure                                               | 2013            | 3027            |
| Cestni predor Pomy                      | A1                                                     | 2001            | 3005            |
| Cestni predor Arrissoules               | A1                                                     | 2001            | 2990            |
| Cestni predor Flimserstein/Crap da Flem | obvoznica Flims                                        | 2007            | 2922            |
| Cestni predor Eggflue                   | Grellingen                                             | 1999            | 2790            |
| Cestni predor Landwasser                | Davos–Wiesen                                           | 1974            | 2740            |
| Cestni predor Gorgier                   | A5 (Schweiz)                                           | 2002            | 2720            |
| Cestni predor Neuchâtel Est             | A5, Neuchâtel                                          | 1993            | 2650            |
| Cestni predor Vedeggio-Cassarate        | obvoznica Lugano                                       | 2012            | 2630            |
| Cestni predor Visp (v gradnji)          | A9 obvoznica Visp jug                                  | 2014            | 2600            |
| Cestni predor vFlüelen                  | A4 obvoznica Flüelen                                   | 2005            | 2593            |
| Cestni predor Saas                      | A28 obvoznica Saas                                     | 2011            | 2577            |
| Cestni predor Ligerz                    | obvoznica Ligerz                                       | 1991            | 2510            |
| Cestni predor Kirchenwald               | A2 Hergiswil                                           | 2008            | 2500            |
| Cestni predor Längholz (v gradnji)      | A5 Biel/Bienne                                         | 2016            | 2480            |
| Cestni predor Graitery (v gradnji)      | A16 Moutier–Court                                      | 2013            | 2462            |
| Cestni predor Isla Bella                | A13 Bonaduz–Rothenbrunnen]                             | 1983            | 2449            |
| Cestni predor Randa                     | Galerija                                               | 1992            | 2441            |
| Cestni predor Hohtenn-Mittal            |                                                        | 1985            | 2390            |
| Cestni predor San Fedele (v gradnji)    | A13 obvoznica Roveredo                                 | 2014            | 2381            |
| Cestni predor Stägjitschuggen           | H213 obvoznica Steinschlaggebiet Mattertal             | 2008            | 2306            |
| Cestni predor Chienberg                 | obvoznica Sissach                                      | 2006            | 2293            |
| Cestni predor Küblis (v gradnji)        | A28 obvoznica Küblis                                   | 2016            | 2255            |
| Cestni predor Leissigen                 | A8 obvoznica Leissigen                                 | 1994            | 2200            |
| Cestni predor Vignes                    | A1 Münchenwiler–Courgevaux                             | 1997            | 2180            |
| Cestni predor Aescher                   | A3/A4 Zahodna obvoznica Zürich                         | 2009            | 2175            |
| Cestni predor Crapteig                  | A13 Thusis–Rongellen                                   | 1996            | 2171            |
| Cestni predor Pierre Pertuis            | A16 Sonceboz–Tavannes]                                 | 1997            | 2129            |
| Cestni predor Susten (v gradnji)        | A9 (Schweiz) Sierre–Leuk/Susten                        | 2014            | 2070            |
| Cestni predor Giswil                    | A8 obvoznica Giswil                                    | 2004            | 2066            |
| Cestni predor Trin                      | obvoznica Trin                                         | 1994            | 2000            |
| Cestni predor Milchbuck                 | A1L smer Zürich Nord                                   | 1985            | 1820            |